# Arthur Atwater Frost
Arthur Atwater Frost (* 3. August 1909 in Onarga, Iroquois County, Illinois; † 28. Februar 2002 in Flagstaff, Coconino County, Arizona) war ein  US-amerikanischer Chemiker.

## Leben

### Familie und Ausbildung
Der aus dem im Bundesstaat Illinois gelegenen Dorf Onarga stammende Arthur Atwater Frost, Sohn des Henry Hoag Frost und dessen Ehegattin Mary geborene Tuttle, wandte sich nach dem Besuch der öffentlichen Schulen dem Studium der Chemie an der University of California at Berkeley zu, 1931 erwarb er den akademischen Grad eines Bachelor of Science. Er setzte sein Studium an der Princeton University fort, 1931 wurde er zum Doctor of Philosophy promoviert.
Arthur Atwater Frost heiratete am 14. September 1934 Faye Hibbard. Dieser Ehe entstammten die Töchter Barbara Joan, Sylvia Jean und Linda June. Er starb Ende Februar 2002 im Alter von 92 Jahren in Flagstaff im Bundesstaat Arizona.

### Beruflicher Werdegang
Arthur Atwater Frost erhielt nach seinem Studienabschluss eine Anstellung als Research Fellow an der Harvard University. Im Jahre 1936 trat Frost eine Stelle als Instructor für Chemie an der Northwestern University in Evanston an, 1939 wurde er zum Assistant Professor, 1946 zum Associate Professor, 1954 zum Full Professor ernannt. In den Jahren 1957 bis 1962 hatte Frost die Leitung des Department of Chemistry inne.
Arthur Atwater Frost, der zu seiner Zeit zu den renommiertesten amerikanischen Wissenschaftlern auf dem Gebiet der Theoretischen Chemie zählte, wurde zum Mitglied der American Chemical Society, der American Physical Society, der American Association for the Advancement of Science, der Phi Beta Kappa und der Sigma Xi gewählt. Nach ihm ist das Frost-Diagramm benannt.